# سارة تومي
سارة تومي هي رائدة أعمال تونسية تعمل على محاربة التصحر في وطنها الأصلي.

## حياتها المبكرة
ولدت سارة تومي في فرنسا من أب تونسي وأم فرنسية. وخلال إقامتها في باريس عام 2008، أسست شبكة «دريم» للربط بين طلاب الدراسات البيئية.

## العمل البيئى
بعد عودتها إلى تونس عام 2012، أسست تومي مشروع «أكاسياس» الذي يسعى إلى مقاومة ظاهرة التصحر المتزايدة في البلاد.
وقد كانت زيارة تومي لجدها في بئر صالح هي السبب في إلهامها  حيث رأت الفارق الذي يحدثه التصحر ونقص المياه على الأراضي المحيطة على المدى البعيد ولمست أثر ذلك على نساء المنطقة حيث يضطررن إلى العمل في المدن بأجور زهيدة.
بعد أن تم رفض خطتها من قبل وزارة البيئة، وجدت تومي أن البنوك التونسية لن تقدم لمشروعها قرضًا برأس مال استثماري لأنها امرأة.
وتوضح ذلك قائلة: "في كل مرة أتلقى فيها الإجابة بلا، كان ذلك يمثل دافعًا بالنسبة لي، فقد اتضح لي أني سوف أحارب من أجل الحقوق المساوية للمرأة في المجتمع وليكون مشروع «أكاسياس» هو أول خطوة في هذا الطريق. وبدلاً من القرض البنكي التقليدي لجأت تومي إلى التمويل الجماعي حيث تم منحها مبلغ 3000 يورو قامت بتكييفها لتمكين المزارعين من استخدام نبات الأكاسياس كمصدر دخل من خلال بيع الصمغ العربي والزيت المستخرجين من أشجار البان الزيتي المقاومة للجفاف.
وقد بدأت تومي مشروعها بمزارعات من النساء ثم اتسع الاتحاد النقابي الذي أسسته ليشمل المزارعين الرجال أيضًا رغبًة منها في تحقيق المساواة بين الجنسين.
جاءت تومي ضمن قائمة فوربس الأمريكية لأفضل ثلاثين باعث مؤسسة تحت سن الثلاثين لعام 2016. فيما بعد أصبح اسم المشروع «مليون شجرة من أجل تونس» وفازت تومي بجائزة رولكس للمبادرات الطموحة لتصبح أول تونسية تنال تلك الجائزة  وترى تومي أن زراعة الأشجار لمحاربة التصحر فكرة قابلة للتطببق عالميًا.

## المشروع الاجتماعى
في 2011، أسست تومي المركز التونسى لريادة الأعمال الاجتماعية بالتعاون مع حاتم مهبولي وأسماء منصور، الذي يهدف إلى جعل ريادة الأعمال من أساسيات الإقتصاد التونسي.